# 兵庫県道236号上郡停車場線
兵庫県道236号上郡停車場線（ひょうごけんどう236ごう かみごおりていしゃじょうせん）は、兵庫県赤穂郡上郡町を通る一般県道である。

## 概要
赤穂郡上郡町駅前から赤穂郡上郡町上郡に至る。

### 路線データ
- 起点：赤穂郡上郡町駅前（JR西日本山陽本線 上郡駅前）
- 終点：赤穂郡上郡町上郡（上郡橋東交差点、国道373号交点、兵庫県道28号上郡末広線起点）
- 総延長：151 m[1]

## 路線状況

### 道路施設

#### 橋梁
- 上郡橋（千種川、赤穂郡上郡町）

## 地理

### 通過する自治体
- 赤穂郡上郡町

### 交差する道路
| 交差する道路                     | 交差する場所     | 交差する場所          |
| -------------------------------- | ---------------- | --------------------- |
| 兵庫県道・岡山県道90号赤穂佐伯線 | 大持（だいもち） | 上郡駅前交差点        |
| 兵庫県道451号西新宿上郡線        | 上郡             | 上郡橋西交差点        |
| 国道373号 兵庫県道28号上郡末広線 | 上郡             | 上郡橋東交差点 / 終点 |

### 沿線
- JR西日本山陽本線 上郡駅
- 兵庫県立上郡高等学校